# سكسي باك
سكسي باك (بالإنجليزية: SexyBack)‏ هي أول أغنية منفردة للمغني الأمريكي جاستن تمبرليك من ألبومه الثاني فيوتشر سكس/لاف ساوندز (2006). صُدرت في 18 يوليو 2006. كتبها وأنتجها كلا من: جاستن تمبرليك، وتمبالاند، و(بالإنجليزية: Danja)‏. وهي أغنية علي نمط موسيقى الروك. أصبحت الأغنية أول أغنية منفردة لتمبرليك علي لائحة بيلبورد هوت 100، باقية سبعة أسابيع في الصدارة، وتصدرت أيضا العديد من اللوائح الأخري لمجلة بيلبورد، بما في ذلك مينستريم توب 40، وهوت دانس آيربلاي، وهوت أغاني رقمية، ودخلت في أعلي العشرة في معظم قوائم الأغاني الفردية. علي الصعيد الدولي أصبحت أول أغنية فردية لتمبرليك تصل إلي المركز الأول في المملكة المتحدة. في أستراليا كانت الأغنية هي ثاني أغنية فردية لتمبرليك، حيث أمضي أسبوعين متتاليين في القمة. حصلت الأغنية علي شهادة البلاتين ثلاث مرات من قبل رابطة صناعة التسجيلات الأمريكية (RIAA)، وثلاث مرات من قبل رابطة صناعة التسجيلات الكندية (CRIA)، وهي واحدة من أفضل الأغاني الفردية مبيعا في كل العصور، فازت بـجائزة غرامي لأفضل تسجيل رقص في حفل 2007، وفازت بـجائزة خيار الشعب لأغنية آر أند بي مفضلة، وفنان العام في حفل توزيع جوائز إم تي في للأغاني المصورة لفيديو السنة (2007). تم تصوير الفيديو الموسيقي في يونيو 2006، وقرر تمبرليك العمل مع المخرج مايكل هوسمان، والذي أخرج الفيديو الموسيقي لأغنية خذ القوس (1994) لـمادونا.

## وصلات خارجية
- كلمات الأغنية الكاملة على مترولايركس